# USS H-6 (SS-149)
Le USS H-6 (SS-149) était un sous-marin de classe H de l’United States Navy. Il fut construit à l’origine pour la marine impériale russe, mais six unités de la classe n’ont pas été livrées, dans l’attente de l’issue de la révolution russe de 1917, avant d’être rachetées par la marine américaine le 20 mai 1918.

## Conception
Les sous-marins de la classe H avaient une longueur totale de 45,8 m, un maître-bau de 4,8 m et un tirant d'eau moyen de 3,8 m. Ils avaient un déplacement de 364 tonnes en surface et 474 tonnes en immersion. Les bateaux avaient un équipage de 2 officiers et 23 hommes du rang. Ils avaient une profondeur de plongée de 200 pieds (61 m).
Pour la navigation en surface, ils étaient propulsés par deux moteurs diesel New London Ship & Engine Company de 475 ch (354 kW), chacun entraînant un arbre d'hélice. En immersion, chaque hélice était entraînée par un moteur électrique Electro Dynamic Company de 170 ch (127 kW). Ils pouvaient atteindre 14 nœuds (26 km/h) en surface et 10,5 nœuds (19,4 km/h) sous l’eau . Les bateaux avaient un rayon d'action de 2300 milles marins (4300 km) à 11 nœuds (20 km/h) en surface, et de 100 milles (190 km) à 5 nœuds (9,3 km/h) en immersion.
Les bateaux étaient armés de quatre tubes lance-torpilles de 18 pouces (457 mm) à l’avant. Ils transportaient quatre torpilles de rechargement, pour un total de huit torpilles.

## Engagements
Le USS H-6 a été lancé le 26 août 1918 et mis en service le 9 septembre 1918, avec pour commandant le lieutenant Robert P. Lucker. Dans le cadre de la 6e division de sous-marins (SubDiv 6) et plus tard de la SubDiv 7, le USS H-6 était basé à San Pedro, en Californie. De là, il a opéré le long de la côte Ouest des États-Unis, participant à divers entraînements et exercices de combat avec ses sister-ships de classe H. Seules des patrouilles occasionnelles au large de l’île Santa Catalina et des révisions à Mare Island Naval Shipyard apportaient un peu de variété dans cette routine d’entraînement.
Parti de San Pedro le 25 juillet 1922 avec les SubDivs 6 et 7, le USS H-6 atteint Norfolk (Virginie) le 14 septembre. Il y est retiré du service le 23 octobre. Le USS H-6 a été radié du Naval Vessel Register le 26 février 1931. Il a été vendu pour la ferraille le 28 novembre 1933.